# Газарібаґ
Газарібаґ (англ. Hazaribagh, гінді हजारीबाग ) - місто і муніципалітет на півночі індійського штату Джаркханд . Адміністративний центр округу Газарібаґ.

## Етимологія
Назва міста походить від перських слів Hazar, яке означає "тисяча" і Bagh - "сад". Літературний переклад назви - "місто тисячі садів".

## Географія
Розташований за 91 км на північ від столиці штату, міста Ранчі, на висоті 603 м над рівнем моря  . Через Хазарібагх протікає річка Кунур, яка є лівою притокою річки Дамодар . За 19 км від міста знаходиться національний парк Хазарібагх.

## Населення
За даними перепису 2011 населення міста становить 153 599 осіб , з них 80 095 осіб (52%) - чоловіки і 73 504 людини (48%) - жінки. Середня грамотність населення становить 90,14 %, що значно вище, ніж середній країні показник 74,04 %. Середня грамотність серед чоловіків – 93,82%, а серед жінок – 86,14%. 11% населення становлять діти віком до 6 років. За даними минулого перепису 2001 населення міста налічувало 127 243 людини  .
Більшість населення міста та прилеглої території говорить мовою хінді .

## Транспорт
Найближчий аеропорт, що приймає регулярні місцеві рейси, знаходиться в Ранчі. Найближча залізнична станція, Кодерма, розташована за 69 км на північ від міста, на гілці Нью-Делі — Хаора . Через Газарібаґ проходить національне шосе № 33. Відстань автомобільними дорогами до Ранчі — 91 км; до Дханбада - 128 км; до Далтонганджа - 198 км; до Патни – 235 км і до Калькутти – 434 км. Є регулярне автобусне сполучення з великими містами північного сходу країни.